# 정명섭
정명섭(丁明燮, 1910년 2월 12일 ~ 1997년 2월 25일)은 대한민국의 정치인이다. 제3·4·6대 국회의원을 지냈다.

## 학력
- 일본중앙대학법학부졸업
- 일본중앙대대학원수료

## 경력
- 해남ㆍ장흥ㆍ영광ㆍ화순군수
- 자유당 전남도당 위원장ㆍ원내정책위원장
- 대한축산동업조합 중앙연합회 최고위원
- 민의원 교체위원장
- 삼민회 원내총무
- 민중당 교통체신위원장 및 당무위원

## 역대 선거 결과
|  | 37.27% |

|  | 75.77% |

|  | 12.37% |

|  | 30.51% |

|  | 23.22% |

|  | 34.4% |